# Testamento de Fernando VII
El testamento de Fernando VII es un documento de contenido político y patrimonial que tuvo cobró especial importancia tras la muerte de este en 1833.

## Historia
El monarca otorgó este testamento el 12 de junio de 1830 en el Real Sitio de Aranjuez. Siete meses antes, en diciembre de 1829, había contraído matrimonio con María Cristina de Borbón-Dos Sicilias. En el momento en que se otorgó el documento habían sucedido dos circunstancias que ayudan a comprender mejor el contenido del mismo:
- María Cristina de Borbón se encontraba embarazada del primer hijo del matrimonio (quien sería después Isabel II).[3]
- Fernando VII había mandado publicar la Pragmática Sanción.[4][5][6][3]

Ante estas dos condiciones, Fernando VII intentaba con este documento y la publicación de la Pragmática Sanción, prever el nacimiento de una hembra, y en caso eventual la sucesión de esta a la corona de España. El documento fue otorgado ante el secretario de Estado y del Despacho de Gracia y Justicia, Francisco Tadeo Calomarde, teniendo como testigos a distintos personajes políticos y militares:
- Luis María de Salazar, secretario de Estado y del Despacho de Marina,
- Luis López Ballesteros, secretario de Estado y del Despacho Universal de Hacienda,
- Miguel Ibarrola, consejero del Consejo de Estado y secretario del Despacho de la Guerra,
- Manuel González Salmón, secretario interino del Despacho de Estado,
- Francisco Javier Losada, comandante General en Jefe de la Guardia Real de Granaderos y Cazadores Provinciales,
- Juan Miguel de Grijalva, Secretario de Cámara de S.M. y de la Real Estampilla,
- Antonio Martínez de Salcedo, Secretario de S.M. con ejercicio de Decretos y Ministro del Tribunal Mayor de Cuentas

Posteriormente el testamento fue cerrado. 
Fernando VII murió el domingo, 29 de septiembre de 1833 a las 14:45 de la tarde en el Palacio Real de Madrid. A las cinco de la tarde del día siguiente, 30 de septiembre, el testamento fue abierto delante de la viuda, María Cristina de Borbón y otros altos personajes. Entre los personajes presentes en la apertura, se encontraba un testigo del otorgamiento, Juan Miguel de Grijalva, Secretario de Cámara de S.M. y de la Real Estampilla, quien juró que el testamento era el mismo que el otorgado el 12 de junio de 1830.

## Contenido

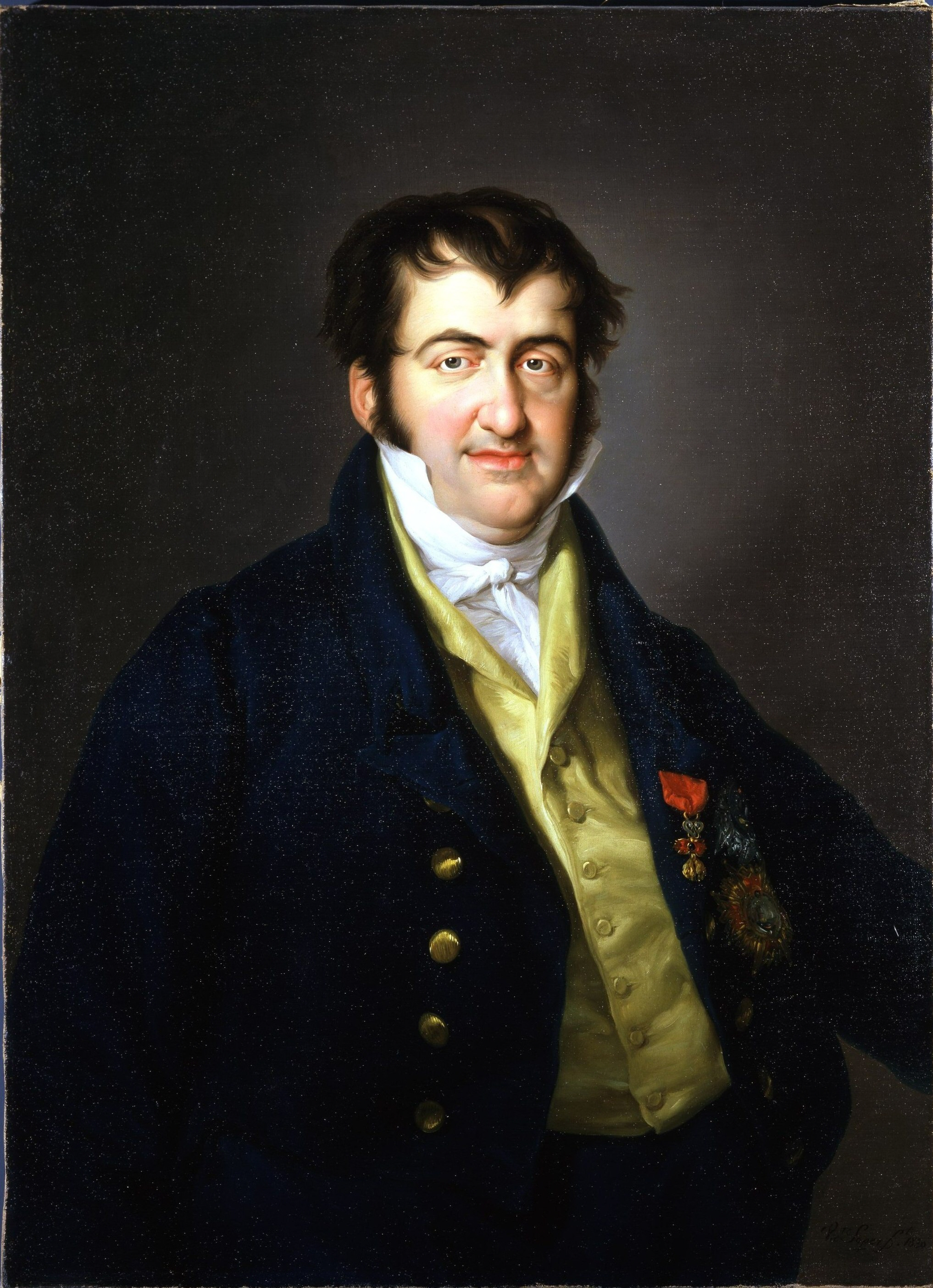
Retrato de Fernando VII, vestido con traje civil. Óleo de Vicente López, conservado en la Real Academia de Bellas Artes de San Fernando (1833)

El documento se compone de 25 cláusulas. El contenido de las mismas, a grandes rasgos, el siguiente: 
- en la primera, encomienda su alma a Dios;
- la segunda y tercera, recoge que se encuentra completamente heredado de sus padres, Carlos IV y María Luisa de Parma, así como de su tío Antonio Pascual,
- la cuarta y la quinta, detalla las mejoras realizadas en el real patrimonio,
- de la sexta a la novena, recoge sus anteriores matrimonios, la situación patrimonial de cada uno y su actual matrimonio;
- la décima y la decimoprimera, instituye a María Cristina de Borbón como tutora y curadora de sus hijos en caso de estar estos en la minoría de edad, además de reina gobernadora, hasta la mayoría de edad del rey o reina;
- de la decimosegunda a la decimosexta, establece el Consejo de Gobierno como órgano político asistente a la reina gobernadora durante la minoría de edad del rey o reina y en caso de muerte de esta, como consejo de regencia, así como su composición y funciones;
- la decimoséptima y decimoctava, instituyen a sus herederos universales a sus hijos e hijas;
- de la decimonovena a la vigésimo tercera, encarga diversas misas, distribuye limosnas y deja distintos legados a sus hermanos Carlos y Francisco de Paula; a sus cuñadas y esposas de los anteriores, María Francisca y Luisa Carlota; a su hermana, María Isabel y a su sobrino Sebastián Gabriel y la madre de este, María Teresa.

## Consecuencias
El documento supuso la instalación del Consejo de Gobierno como máximo órgano político y consultivo en los primeros años de la Regencia de María Cristina de Borbón. Fuera del ámbito político, el testamento generó un complejo problema patrimonial al instituir a sus hijos como herederos universales y reservar a su viuda un quinto de los bienes. La partición del inmenso patrimonio (constituido entre otros bienes muebles, de los cuadros de la colección real, origen parcial del Museo del Prado) generó una compleja testamentaría que no sería resuelta hasta 1858. El testamento de Fernando VII supone el último testamento de los monarcas españolas en que no se diferenció el patrimonio privado del monarca, del patrimonio de la corona. La situación se solucionaría en 1865 mediante la publicación de la ley que instituía el denominado Patrimonio de la Corona.

### Individuales
1. ↑  Cabrera Bosch, María Isabel (1993). El Consejo Real de Castilla y la ley. Editorial CSIC - CSIC Press. p. 102. ISBN 978-84-00-05155-6. Consultado el 29 de noviembre de 2020.
2. ↑  Consejo de Estado (España) (16 de febrero de 2006). Informe sobre las modificaciones constitucionales. p. 24.
3. 1 2  Lafuente, Modesto (1866). «Parte tercera. Edad Moderna. Capítulo XXIII.». Historia general de España XXIX. Madrid: Establecimiento Tipográfico de Mellado. Consultado el 26 de abril de 2021.
4. ↑  «Pragmática sanción en fuerza de ley decretada por el señor Rey Don Carlos IV á petición de las cortes del año de 1789, y mandada publicar por S. M. reinante para la observancia perpetua de la ley 2.ª, título 15, partida 2.ª, que establece la sucesión regular en la corona de España. Publicación.». Gaceta de Madrid. 3 de abril de 1830.
5. ↑  «Pragmática sanción en fuerza de ley decretada por el señor Rey Don Carlos IV á petición de las Cortes del año de 1789, y mandada publicar por S. M. reinante para la observancia perpetua de la ley 2.ª, título 15, partida 2.ª, que establece la sucesión regular en la corona de España. Corrección.». Gaceta de Madrid. 6 de abril de 1830.
6. ↑  «Real decreto anulando el decreto que derogaba la pragmática sanción de 29 de marzo de 1830, decretada á petición de las Cortes de 1789, para restablecer la sucesión regular en la corona de España.». Gaceta de Madrid. 1 de enero de 1833.
7. ↑  Anes, Gonzalo (4 de marzo de 1997). «Las colecciones reales y el Museo del Prado [Conferencia]». Fundación Juan March. Ciclos de conferencias: Lecciones sobre el Museo del Prado (IX).
8. ↑  Pérez Sánchez, Alfonso (4 de marzo de 1997). «El Museo Real (1819-1868) [Conferencia]». Fundación Juan March. Ciclos de conferencias: Pasado, presente y futuro del Museo del Prado (I).
9. ↑  «Ley de Patrimonio de la Corona». Gaceta de Madrid (138). 18 de mayo de 1865. p. 1.

- Datos: Q106623538
- Multimedia: Will of Ferdinand VII of Spain / Q106623538